# 打製石器
打製石器在考古学中指表面部分或全部经过人工敲打而成的石器，是古代人类在石器時代使用的一种工具。打製石器比磨製石器落後一些，同時，人類開始創造壁畫和珠寶首飾等藝術品，並開始從事如葬禮和儀式之類的宗教行為。常见的打製石器有刀、石片等。